# 岐阜市立常磐小学校

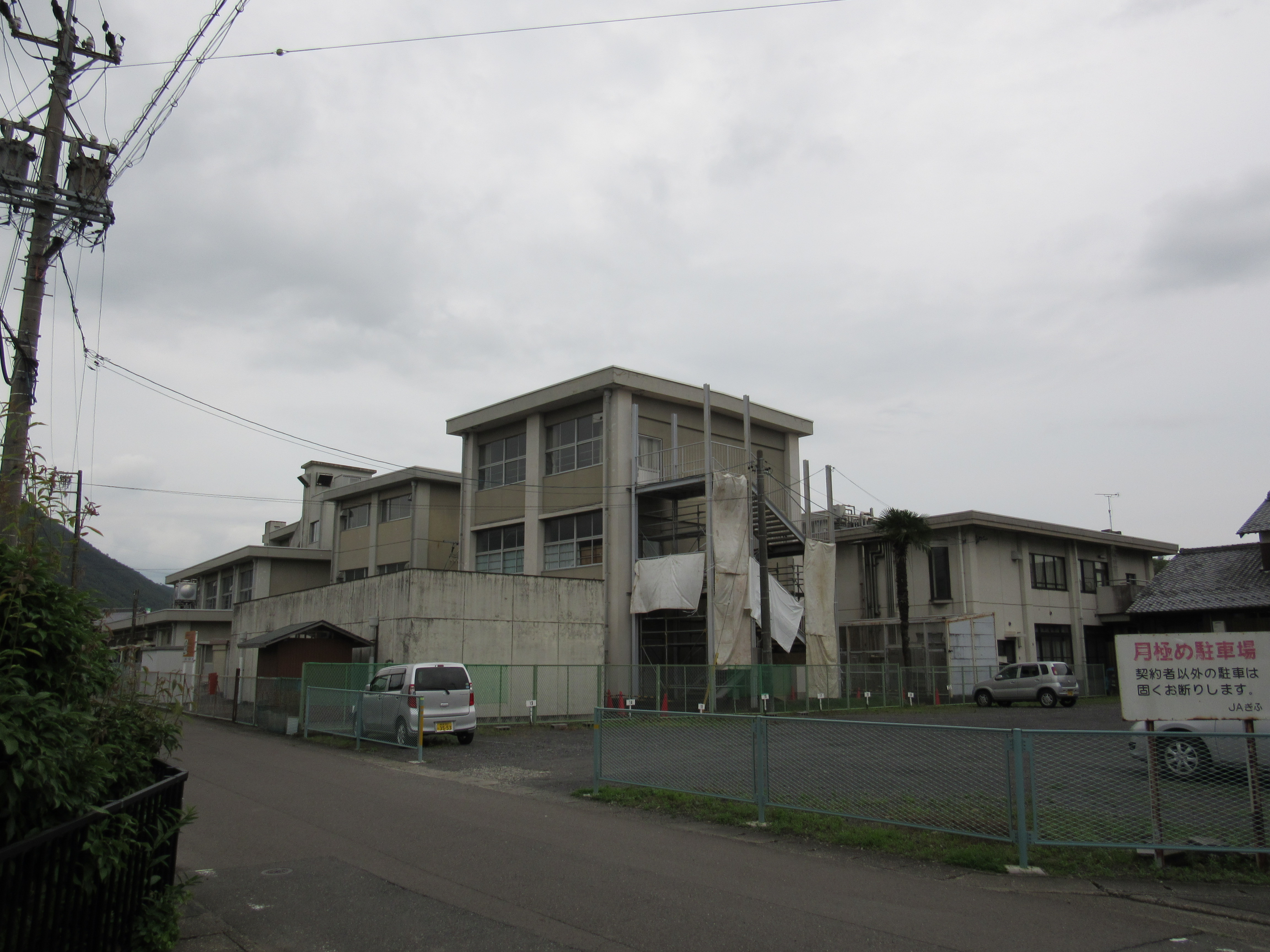
近景（2016年6月）

岐阜市立常磐小学校（ぎふしりつ ときわしょうがっこう）は、岐阜県岐阜市の北部に位置する学校である。

## 沿革
- 1872年（明治5年）5月 -
  - 打越村に効名義校が開校。打越村、上城田寺村、椿洞村の児童が通学。瑞昌寺[注釈 1]を仮校舎とする。
  - 上土居村に松茂学校が開校。上土居村、下土居村、下城田寺村の児童が通学。上土居観音堂を仮校舎とする。
- 1874年（明治7年） - 効名義校が打越村本郷字北山に校舎を新築し移転。同時に効名小学校に改称する。
- 1880年（明治13年） - 効名小学校は打越小学校に、松茂学校は土居小学校に改称する。
- 1890年（明治23年）8月 - 下土居村が土居小学校から離脱。新設の正木外二か村組合立正木尋常小学校に移る。
- 1891年（明治24年） -
  - 4月 - 土居小学校と打越小学校の統合が決まる。
  - 10月28日 - 濃尾地震で両校とも校舎が倒壊。この影響により休校になり、統合も延期となる。
- 1892年（明治25年）
  - 2月 - 瑞昌寺で授業を再開。
  - 10月 - 打越村池の下199に新校舎が完成。打越小学校と土居小学校を統合し、打越尋常小学校となる。
- 1897年（明治30年）4月1日 - 打越村、城田寺村、上土居村、椿洞村が合併し、常磐村が発足。同時に常磐尋常小学校に改称する。
- 1902年（明治35年）
  - 9月16日 - 常磐尋常高等小学校に改称する。
  - 12月 - 校舎を新築する。
- 1911年（明治44年）4月15日 - 校舎を新築する。
- 1914年（大正3年）4月6日 - 農業補習学校を併設する。
- 1926年（大正15年）5月20日 - 青年訓練所を併設する。
- 1929年（昭和4年）5月 - 校舎を新築する。
- 1935年（昭和10年）7月1日 - 農業青年学校を併設する。
- 1940年（昭和15年）7月1日 - 常磐村が岐阜市に編入される。
- 1941年（昭和16年）4月1日 - 常磐国民学校に改称する。
- 1947年（昭和22年）4月1日 - 岐阜市立常磐小学校に改称する。
- 1951年（昭和26年）12月11日 - 校舎移転計画により、校舎を解体する。1・2年は岐阜市常磐支所、3・5年は瑞昌寺、4年は打越公会堂、6年は常国寺[注釈 2]で分散授業となる。
- 1952年（昭和27年）4月7日 - 現在地に校舎が完成。分散授業を廃止。
- 1969年（昭和44年）2月 - 新校舎（鉄筋コンクリート造3階建）が完成。
- 1971年（昭和46年）7月 - 特別教室が完成。
- 1975年（昭和50年） - 児童数増加により、プレハブ校舎を設置。
- 1976年（昭和51年）9月9日～15日 - 集中豪雨（9.12水害）により校舎が床上1.2mまで浸水し休校。復旧に半年以上かかる。
- 1977年（昭和52年）3月 - 校舎を増築。プレハブ校舎を撤去。
- 1980年（昭和55年）5月 - 体育館が完成。
- 1982年（昭和57年）3月 - 南舎が完成。
- 1983年（昭和58年）3月 - 北舎が完成。

## 通学区域
- 上土居[2]
- 上土居1 - 4丁目[2]
- 椿洞[2]
- 打越[2]
- 城田寺[2]
- 上城田寺西、上城田寺南、上城田寺中、上城田寺東[2]
- 下土居2丁目（28番）、3丁目（1番1号～11号・1番15号～24号）[2]

## 進学先中学校
- 岐阜市立青山中学校

## 交通アクセス
- 岐阜バス

城田寺団地線「上土居」バス停より徒歩約3分